# Ruth Is Stranger Than Richard
Ruth Is Stranger Than Richard è il terzo disco da solista del cantante e strumentista britannico Robert Wyatt, pubblicato nel 1975 dalla Virgin Records.
L'edizione inglese del 1975 su Virgin Records indica lato tre e lato quattro e disco due ma il disco è un singolo 33 giri.

## Il disco
La maggior parte dei brani dell′album consiste negli arrangiamenti, adattamenti ed aggiunta di alcuni testi che Wyatt esegue sulla musica composta da artisti presenti nella formazione. Un′operazione simile era stata fatta dall′artista nell′esecuzione di Little Red Record dei Matching Mole, quando si era astenuto dalla composizione dei brani.
La formazione comprende Wyatt alla voce e alle tastiere, Phil Manzanera alla chitarra, Fred Frith al piano, Mongezi Feza alla tromba, il suo ex compagno nei Matching Mole Bill MacCormick e John Greaves degli Henry Cow al basso, l′ex batterista dei Gong Laurie Allan, i sassofonisti George Khan e Gary Windo, ed il sintetizzatore e la chitarra di Brian Eno. Il titolo dell'album è un gioco di parole con la frase "Truth Is Stranger Than Fiction" (La verità è più strana della fantasia).
Ruth Is Stranger Than Richard viene registrato in un momento di difficoltà economica di Wyatt e, dati gli alti costi di affitto della sala d′incisione, viene registrato abbastanza in fretta. Il risultato è discreto ma lontano dal livello del precedente Rock Bottom, e lo stesso Wyatt in seguito dichiarerà di non essere del tutto soddisfatto dell′album. L′idea originale era di registrare in trio con Gary Windo e Mongezi Feza, ma la mancanza di fondi non gliel'ha permesso.
Malgrado sia meno articolato del precedente, il disco conserva buoni spunti di jazz, come nel brano Sonia di Feza e negli originali duetti dei brani di Frith. Di rilievo il contributo del sax e del clarinetto jazz di Windo.
- Soup Song è la rivisitazione di un vecchio brano dei Wilde Flowers composto da Brian Hopper, che Wyatt aveva già riproposto assieme a Jimi Hendrix nel 1968 con il titolo Slow Walkin' Talk, registrazione che sarebbe stata pubblicata nella compilation di Wyatt Flotsam Jetsam del 1994.
- Sonia è forse il brano più accattivante dell'album ed è composto dal trombettista Feza, uno degli artisti che hanno promosso il connubio tra la musica africana ed il jazz bianco, nonché famoso per il suo talento musicale.[3] È un pezzo strumentale costruito su un allegro ritmo jazzato, in cui la tromba di Feza ruba la scena solista alla voce di Wyatt con assoli supportati dal sax di Windo.
- Team Spirit era stata composta, e non pubblicata, da MacCormick e Manzanera con il titolo Frontera nei primi anni settanta, quando militavano nei Quiet Sun. Contiene spunti interessanti ed è la rielaborazione in chiave jazzistica del brano pubblicato in quello stesso anno da Phil Manzanera nel suo album d'esordio Diamond Head, dove Wyatt l'aveva cantata in spagnolo.
- Song For Che è una reinterpretazione del brano del contrabbassista jazz Charlie Haden dedicato all'eroe argentino Che Guevara, una lenta marcia commemorativa che ha lasciato spazio a giudizi critici tra loro contrastanti.[1][2]
- Muddy Mouse sono tre duetti tra la voce di Wyatt, che si esibisce qui nel suo tipico stile malinconico non sense, ed il piano di Frith. Creano un'atmosfera intrigante e rilassata al tempo stesso.
- Solar Flares è l'unica traccia composta da Wyatt, un pezzo interessante in cui la voce di Wyatt è contrappuntata dal clarinetto di Windo.
- 5 Black Notes And 1 White Note è un'aria del compositore ottocentesco Jacques Offenbach arrangiata da Wyatt. Il ritmo piuttosto lento crea comunque una piacevole atmosfera che sfocia in un finale sperimentale, il cui sound richiama quello dei Matching Mole. Risente dell'apporto di Brian Eno, che appare come ospite nell'album solo in questo brano ed in Team Spirit.

L'album viene prodotto da Wyatt e da Nick Mason dei Pink Floyd, inciso nel Manor Studio della Virgin Records tra l'ottobre del 1974 ed il marzo del 1975, a parte Sonia che viene registrata negli studi di Londra della CBS, e pubblicato dalla stessa Virgin (V 2034) nel maggio del 1975. Il primo CD viene pubblicato, ancora dalla Virgin (CDV 2034), nel 1989. Ingegneri del suono sono Richard Palmer e Steve Cox. Il bizzarro disegno di copertina è come sempre opera della moglie di Wyatt, Alfreda Benge.
La realizzazione dell'album capita in un momento in cui la vena compositiva di Wyatt si era appannata. Nello stesso periodo Wyatt aveva inciso il singolo Yesterday Man, che non era stato pubblicato dalla Virgin, il cui boss Richard Branson l'aveva trovato troppo triste. Wyatt aveva quindi pagato inutilmente l'incisione e per questo motivo ruppe il contratto che lo legava alla Virgin, che nel periodo successivo gli vietò di incidere con altre case. Sarebbe tornato a pubblicare solo qualche anno più tardi con la Rough Trade Records.

## Tracce

### Lato Ruth
1. (Ru1) Soup Song (Brian Hopper, Robert Wyatt) – 4:03
2. (Ru2) Sonia (Mongezi Feza) – 4:18
3. (Ru3) Team Spirit (Bill MacCormick, Phil Manzanera, Robert Wyatt) – 8:33
4. (Ru4) Song For Che (Charlie Haden) – 3:42

### Lato Richard
1. (Ri1) Muddy Mouse (a) (Fred Frith, Robert Wyatt) – 0:49
2. (Ri2) Solar Flares (Robert Wyatt) – 5:36
3. (Ri3) Muddy Mouse (b) (Fred Frith, Robert Wyatt) – 0:50
4. (Ri4) 5 Black Notes And 1 White Note (Offenbach arr. Robert Wyatt) – 5:00
5. (Ri5) Muddy Mouse (c) Which In Turn Leads To Muddy Mouth (Fred Frith, Robert Wyatt) – 6:15

## Musicisti
- Robert Wyatt - voce, piano, imitazione di piano elettrico (Ri4), organo (Ri2), batteria (Ru2, Ri2)
- Brian Eno - chitarra (Ri4), sintetizzatore (Ri4), "fucile a raggi anti-jazz ad iniezione diretta" (Ru3)
- Gary Windo - clarinetto basso (Ri2, Ru2), sax tenore (Ri4, Ru1, Ru3, Ru4), sax contralto (Ri4, Ru2, Ru4)
- Nisar Ahmad "George" Khan - sax tenore (Ri4, Ru4), sax baritono (Ru1, Ru4)
- Mongezi Feza - tromba (Ru2)
- Fred Frith - piano (Ri1, Ri3, Ri5)
- Bill MacCormick - basso (Ri2, Ri4, Ru1, Ru3, Ru4)
- John Greaves - basso (Ru2)
- Laurie Allan - batteria (Ri4, Ru1, Ru3, Ru4)